# Naxidia punctata
Naxidia punctata là một loài bướm đêm trong họ Geometridae.